# Красноиюсский сельсовет
Красноиюсский сельсовет — сельское поселение в Орджоникидзевском районе Хакасии.
Административный центр — село Июс.

## История
Статус и границы сельского поселения установлены Законом Республики Хакасия от 7 октября 2004 года № 68 «Об утверждении границ муниципальных образований Боградского района и наделении их соответственно статусом муниципального района, сельского поселения»

## Население
| 2002  | 2010  | 2012  | 2013  | 2014  | 2015  | 2016  |
| ----- | ----- | ----- | ----- | ----- | ----- | ----- |
| 2178  | ↘1753 | ↘1728 | ↘1715 | ↘1710 | ↘1647 | ↘1598 |
| 2017  | 2018  | 2019  | 2020  | 2021  |       |       |
| ↘1513 | ↘1501 | ↘1472 | ↘1450 | ↘1123 |       |       |

### Национальный состав
Русские (75,8 %), хакасы (10,8 %), немцы (9,1 %)

## Состав сельского поселения
В состав сельского поселения входят 4 населённых пункта:
| № | Населённый пункт | Тип населённого пункта       | Население |
| - | ---------------- | ---------------------------- | --------- |
| 1 | Июс              | село, административный центр | ↘1201     |
| 2 | Кобяково         | деревня                      | ↘371      |
| 3 | Кожухово         | деревня                      | ↘170      |
| 4 | Подлиственки     | деревня                      | ↘11       |

## Местное самоуправление
Администрация
с. Июс, Центральная,  5
Глава администрации
- Ербягин Виктор Александрович